# Towé
Towé ist ein Arrondissement im Departement Plateau in Benin. Es ist eine Verwaltungseinheit, die der Gerichtsbarkeit der Kommune Pobè untersteht. Gemäß der Volkszählung von 2013 hatte Towé 22.983 Einwohner, davon waren 11.050 männlich und 11.933 weiblich.